# Talen
Talen è una suddivisione dell'India, classificata come nagar panchayat, di 9.098 abitanti, situata nel distretto di Rajgarh, nello stato federato del Madhya Pradesh. In base al numero di abitanti la città rientra nella classe V (da 5.000 a 9.999 persone).

## Geografia fisica
La città è situata a 23° 34' 0 N e 76° 43' 0 E e ha un'altitudine di 427 m s.l.m..

## Società

### Evoluzione demografica
Al censimento del 2001 la popolazione di Talen assommava a 9.098 persone, delle quali 4.730 maschi e 4.368 femmine. I bambini di età inferiore o uguale ai sei anni assommavano a 1.776, dei quali 931 maschi e 845 femmine. Infine, coloro che erano in grado di saper almeno leggere e scrivere erano 4.444, dei quali 2.897 maschi e 1.547 femmine.